# Dějiny Mayů
Tento článek se zabývá Dějinami Mayů. Další údaje o mayské civilizaci jsou v článku Mayská civilizace.

## Geografie
Území mayské civilizace je součástí Mezoameriky. Z více důvodů se dělí na tři/čtyři velmi odlišné oblasti (od severu na jih):
- severní nížiny: severní poloostrov Yucatán
- jižní nížiny (oblast tropického pralesa): Chiapas (v Mexiku), Petén (region v Guatemale), Belize a severozápadní Honduras
- vysočiny: na tichomořském pobřeží; často se z nich vyčleňuje území lesnaté nížiny přímo na tichomořském pobřeží

## Období prvních lovců (do 7000/6500 př. n. l.)
Nejstarší nálezy z Mezoameriky pocházejí z doby okolo r. 21 800 př. n. l. (oblast Valsequillo v Mexiku) a 21 000 př. n. l. (Tlapacoya u Ciudad de México) .
Okolo roku 7000 př. n. l. se zvýšily teploty, severoamerické ledovce začaly ustupovat, vymřelo mnoho lovných zvířat a lovecký způsob života začal ustupovat.

## Archaické období (7000/6500 – 2000/1800/1500 př. n. l.)
Je charakteristické postupným vývojem zemědělství a prvními znaky pevných sídlišť. V roce 3000 př. n. l. Mayové začali pěstovat kukuřici. Donedávna se rok 1500 považoval za jasný předěl vůči následujícímu období, ale aktuální výzkumy však pomocí radiokarbonové metody datování našly nejstarší znaky mayské civilizace v severním Belize z roku 2600 př. n. l., čímž se posunul začátek mayské civilizace o víc než 1500 let dozadu.. Obyvatelé pěstovali domestikované plodiny (kukuřici), věnovali se rolnictví, vysušování močálů a měli kamenné nástroje s podobnými znaky jako později klasičtí Mayové.

## Rané předklasické období (2000/1800/1500 – 900 př. n. l.)
Je charakteristické vesnicemi neolitických farmářů; hrnčířstvím, tkadlectvím; vládou skupiny starších, šamanů nebo náčelníků; kulty deště a plodnosti; regionální diferenciací a vzestupem sousedních Olméků (od 2000 nebo 1400 nebo 1150 př. n. l. na mexickém pobřeží Mexického zálivu). Regionální diferenciace se projevila tak, že ve vysočinách (čili na jihu, krom tichomořského pobřeží) byly vesnice spolu silně spojené a kulturně se integrovaly, zatímco v nížinách (čili jinde) byly jednotlivé vesnice (v důsledku dostatku všech zdrojů) samostatné a neintegrované. V horách tedy vznikala města, zatímco v nížinách méně.

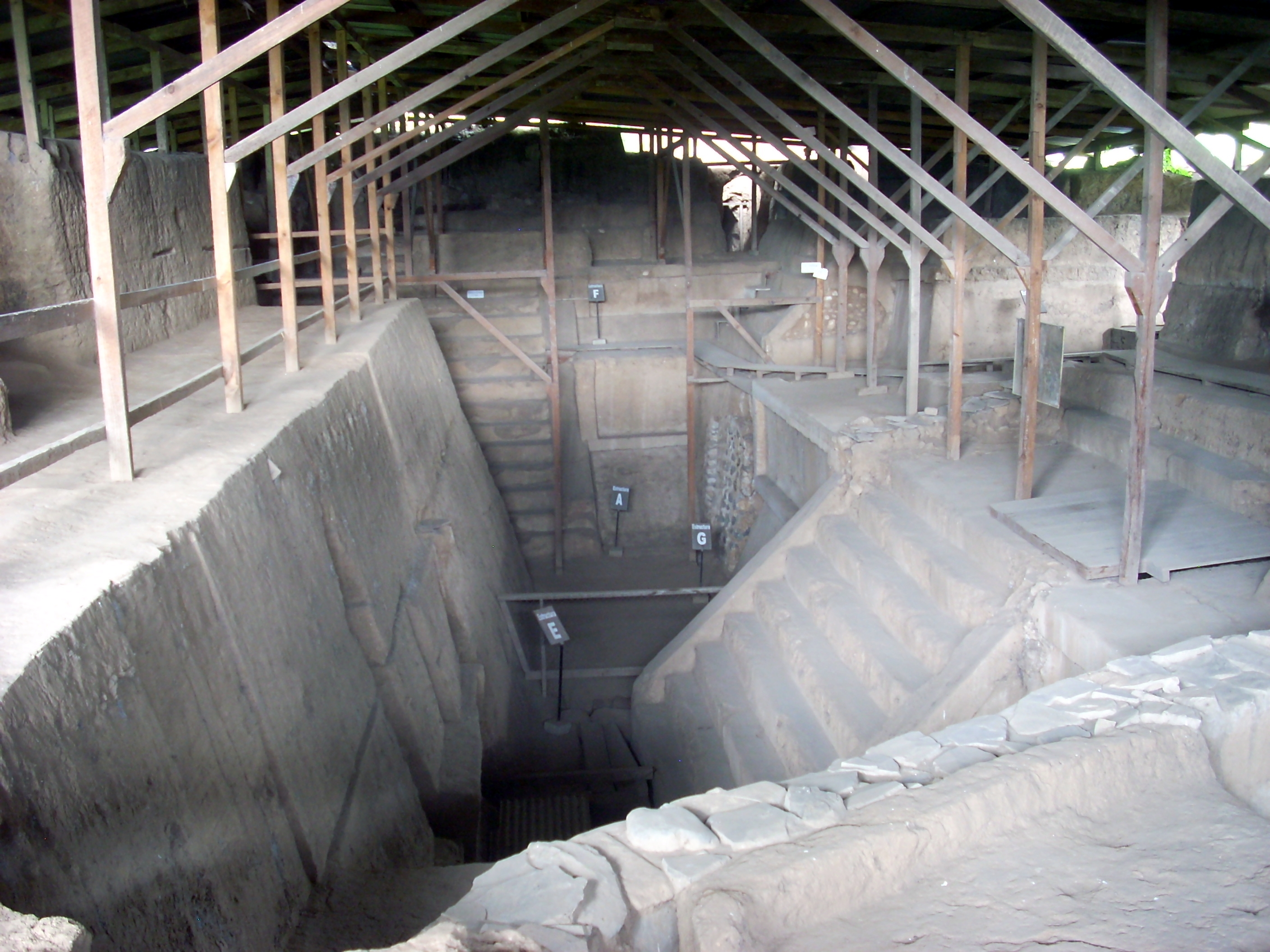
Naleziště Kaminaljuyu

Rozlišujeme tradiční typy geografického území:
- Typickými příklady těchto prvních zemědělských kultur jsou kultury na tichomořském pobřeží státu Chiapas a Guatemaly – Barra (1700–1500 př. n. l., kulturní předchůdce Ocósu), Ocós (1500–1200 př. n. l.) a Cuadros (1100–900 př. n. l.). Pravděpodobně už v tomto období se zrodila myšlenka chrámové pyramidy, protože na jednom z ocosských nalezišť se našla asi osmimetrová zemní mohyla, na které asi stála budova.
- V nížinách Yucatánu byla od roku 1500 (nebo 1000 př. n. l.) obývána lokalita Dzibilchaltún, ale z tohoto období o ní mnoho nevíme.
- V jižních nížinách z tohoto období (nebo už z roku 2500 př. n. l.) pochází fáze Swasey s nálezy v Cuello (Belize). Z let 1200 – 900 př. n. l. zde byly nalezeny nejstarší lidské hroby mayské kultury [3]. Cuello z období po 1200 př. n. l. je zatím nejstarší důkladně prozkoumané mayské sídliště.
- Ve vysočinách (údolí Guatemaly, u Ciudad de Guatemala) je nejstarší tzv. fáze Arevalo s nalezištěm Kaminaljuyú (asi od 1000 př. n. l.).
- V údolí Copánu (západní Honduras) okolo roku 1000 př. n. l. začalo trvalé, pravděpodobně olmécké, osídlení.

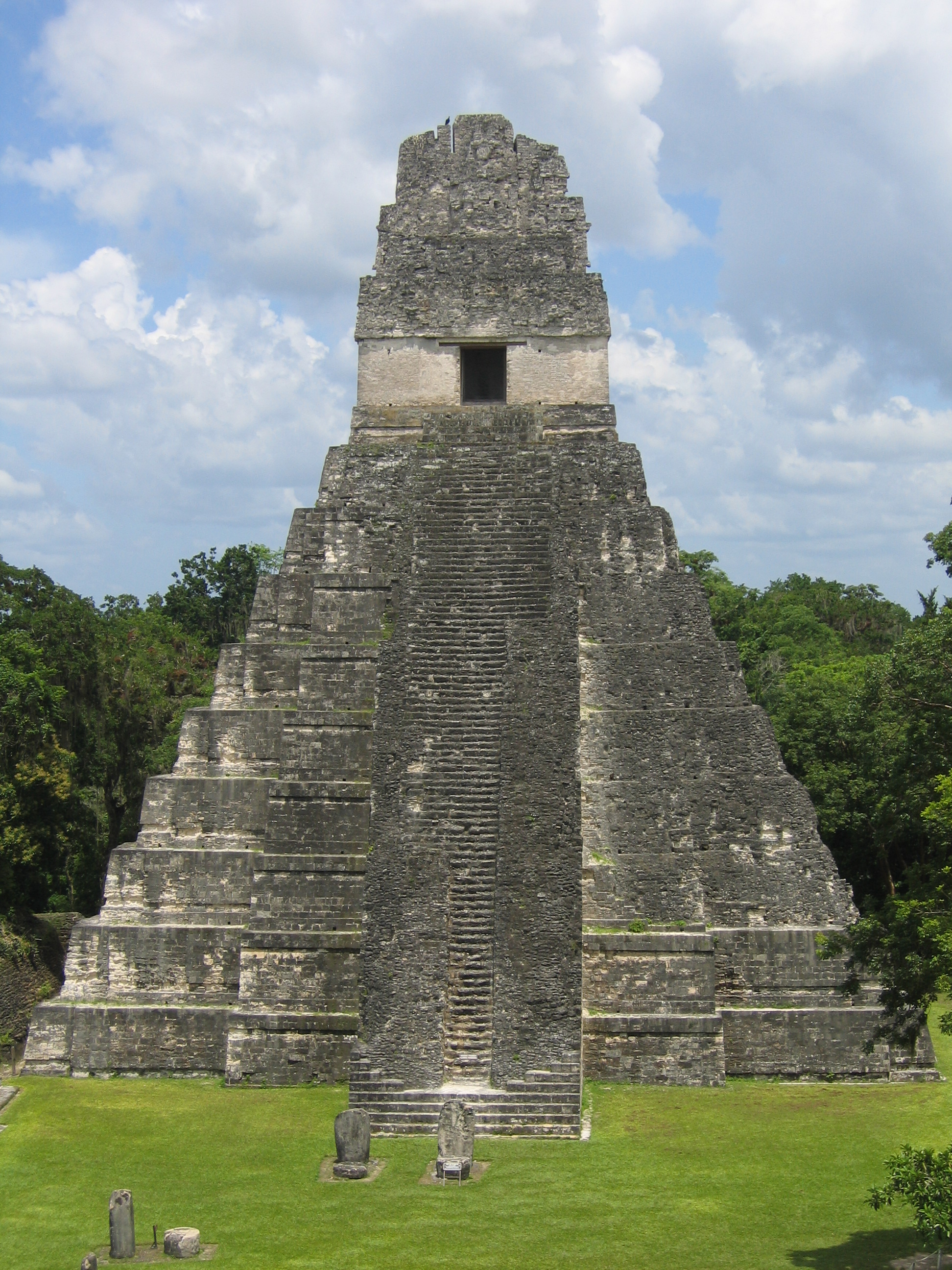
Chrám v Tikalu

## Střední předklasické období (900–300 př. n. l.)
Toto období je v Mezoamerice charakteristické zejména existencí olmécké civilizace v La Ventě. Olmécká kultura se přímo nešířila do mayských území, ale občasné olmécké artefakty se našly i v mayských nalezištích (Petén, Seibal). Ani velká ceremoniální centra olméckého typu (San Lorenzo, La Venta) se ještě u Mayů nestavěla, ačkoli v Peténu se k roku 500 př. n. l. objevila velká města a dálkový obchod. Ale už zhruba v době 900 př. n. l. byl postaven největší mayský monument vůbec.
Někdy ve středním předklasickém období Mayové převzali od Olméků systém hierarchické společnosti vedené králi a šlechtici. Nížinní Mayové vytvořili kmenové konfederace, zatímco Mayové ve vysočinách se podrobovali nadřízeným králům či náčelníkům. V nížinách se králové objevili až od pozdního předklasického období (první zmínka však až ve vztahu k roku 100), král se tehdy nazýval ajaw (ve staré ortografii ahau: velkokrál).
V mayské oblasti (vzhledem k tomu, že rok 900 je předěl z dějin Olméků a ne Mayů) nejdříve pokračovaly výše uvedené kultury z předcházejícího období. Potom:
- Ve vysočinách (údolí Guatemaly) vystřídala fázi Arevalo kultura Las Charcas (500– 300 př. n. l.) charakteristická nádhernými hrnčířskými výrobky a ženskými figurkami.
- V nížinách všechny předchozí kultury nahradil tzv. Horizont Xe. Z něj se vyvinuly tzv. mamonské kultury ve významných nalezištích Tikal, Uaxactún, Dzibilchaltún, podobné kultuře Las Charcas. Například v roce 600 př. n. l. první vesničané osídlili významný Tikal. Někdy koncem středního předklasického období začaly mamonské kultury budovat pyramidovité plošiny a malá ceremoniální střediska.
- Z roku 900 př. n. l. pocházejí bohaté hrobky z údolí Copánu.

## Pozdní předklasické období (300 př. n. l. – 250/300/100 n. l.)
Toto období je v Mezoamerice charakteristické přeměnou olmécké civilizace na izapskou civilizaci (500 nebo 200 př. n. l. – 300 n. l.; jméno podle naleziště Izapa), která se oproti původnímu olméckému území rozšířila i do státu Chiapas a Guatemaly (včetně vysočin). Ačkoli se mayského území geograficky dotýkala jen částečně, představuje spojovací článek mezi dvěma velkolepými kulturami – kulturou Olméků a kulturou Mayů, a to jak z časového, tak i z kulturního hlediska. Izapové již stavěli mnoho pyramidovitých mohyl.
Ve vysočinách (údolí Guatemaly) na nalezišti Kaminaljuyú nahradila fázi Las Charcas fáze Miraflores s mohylami ze země a hlíny s ukrytými bohatými hrobkami. Táto fáze asi zprostředkovala izapskou civilizaci ostatním Mayům.

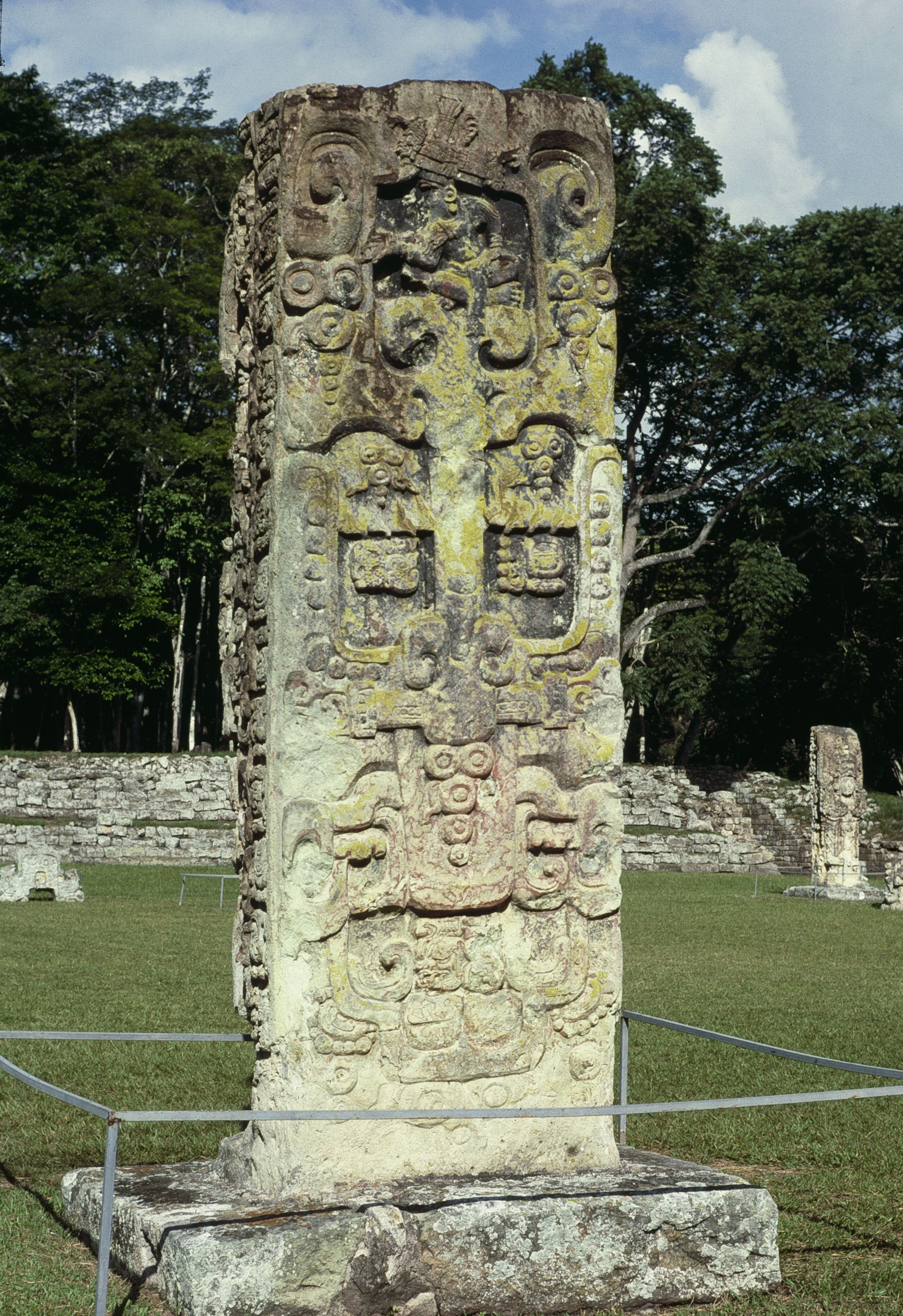
Copánská stéla B

V nížinách začala vznikat klasická mayská civilizace:
- V Peténu (severní Guatemale) existovala tzv. fáze Chicanel. Nejdůležitější jsou naleziště Copán, taktéž i naleziště ze severního Peténu (Uaxactún, Tikal, El Mirador apod.). Severopeténská naleziště jsou zajímavá tím, že šlo v podstatě o „ostrovní města“ sestávající ze skupin chrámových plošin a budov na výběžcích kopečků tyčících se z okolních močálů, přičemž tyto skupiny plošin a budov byly spojené dlouhými vyvýšenými cestami. Severopeténská je i nejstarší mayská stéla. Architektura tohoto období je už typicky mayská (zejména vznik monumentální architektury), například v Uaxactúnu stála stupňovitá pyramida s chrámem na vrchu a páry stylizovaných božských masek lemujících schodiště na každé straně pyramidy. Největším ceremoniálním střediskem Mayů byl Tikal. Nejvíce staveb se našlo v El Miradoru, který byl okolo roku 50 př. n. l. dominantním městem nížin. V Copánu roku 160 n. l. vzniklo Copánské království.
- Na Yucatánu vznikla civilizace podobná fázi Chicanel. Významným nalezištěm je jeskyně Loltun, kde nález reliéfní figury dokazuje, že mayský kalendář a písmo pocházejí z Izapské civilizace.

## Klasické období (250/300/100 – 900)
Toto období, někdy nevhodně nazývané i Stará říše, je dnes definováno jako období, kdy se v nížinách stavěly památky opatřené datem dlouhého počtu, čili pokud dnes víme v letech 292 – 910, ale obvykle se udává 250 – 900. Jinak se však toto období velmi neodlišuje od pozdního předklasického období, snad jen tím, že v raném klasickém období skončil proces tvorby států a skutečných měst (s chrámy, paláci, náměstími, hřišti apod.). Mayská nížinná civilizace v tomto období (spolu s mexickým Teotihuacánem) dosáhla v každém ohledu nejvyšší kulturní úrovně ze všech známých kultur předkolumbovské Ameriky. Byla však také silně válečnická.

### Rané klasické období (250/300/100 – 600 )
Ve vysočinách (údolí Guatemaly) na nalezišti Kaminaljuyú nahradila kulturu Miraflores kultura Esperanza, která byla vlastně kulturou Teotihuacánu, kterou tu okolo roku 400 implantovali okupanti z Teotihuacánu. Důvod obsazení oblasti není znám.
Na tichomořském pobřeží vznikla tzv. Cotzumalhuapská civilizace, která existovala až do konce klasického období. Šlo o směs nížinomayských, teotihuacánskych a jiných mezoamerických vlivů.
V nížinách existovala tzakolská kultura (250 – zač. výskytu většiny stél) – 600 – tzv. hiát). Skoro všechny památky jsou pokračováním civilizace z předklasického období (izapský vliv). Na nalezištích jako Tikal, Uaxactún, Holmul apod., mayská civilizace dosáhla prakticky své závěrečné podoby. Obrovská ceremoniální střediska byla přímo obsypaná chrámy, paláci a širokými náměstími pokrytými bílým štukem. Taktéž se už v nížinách všude používala charakteristická přečnelková klenba (konzolovité kameny – v každé vyšší vrstvě kámen přečníval nad kámen pod ním). Na stélách a oltářích jsou vytesaná data a postavy lidí a (zřejmě) bohů. Charakteristická byla i vícebarevná keramika a vyspělé nástěnné malby.
Mezi Tikalem, Kaminaljuyú a Teotihuacánem existoval třístranný obchodní vztah. Možná je i jistá závislost Tikalu a jiných měst na Teotihuacánu.
Okolo roku 600 došlo k tzv. hiátu, dočasnému přerušení stavební činnosti, zejména v Tikalu. Šlo zřejmě o tu samou (neznámou) příčinu, která před rokem 600 způsobila prudký úpadek civilizace Teotihuacánu. Tento rok proto tvoří hranici k pozdnímu klasickému období.

### Pozdní klasické období (600–900)
V tomto období nížinní Mayové dosáhli svého civilizačního vrcholu (zatímco sousední Teotihuacán prudce upadal).
Ve vysočinách prudce upadal Kaminaljuyú, až dokud Teotihucánci oblast neopustili před rokem 900. Mezi lety 600 až 800 hovoříme o fázi Amatle, mezi roky 800 a 900 o fázi Pamplona.
Na tichomořském pobřeží pokračovala Cotzumalhuapská kultura.
V nížinách existovala tepeuská kultura (600 – tzv. hiát – 900 – vylidnění jižních nížin). V tomto období mayská civilizace sestávala z více než 50 (známých) míst, které měly od 5 000 do 60 000 obyvatel. Významná byla města Tikal, Calakmul, Uaxactún, Bonampak, Palenque, Río Bec a Copán (Copán se nachází ve vysočinách v Hondurasu na „hranici“ jižních nížin). Celá civilizace měla asi 2 miliony obyvatel. Nešlo však o soupeřící městské státy jako např. v Řecku (jak se donedávna předpokládalo), ale o města sdružená (vazalskými a jinými vztahy) ve dvou hlavních soupeřících královstvích – Tikalském (centrum Tikal, dnes v Peténu) a Calakmulském (centrum Calakmul, dnes ve státu Campeche v Mexiku). Neexistovaly žádné jiné nezávislé mayské státy. Ačkoli některá města přecházela z jednoho království do druhého, tato soustava dvou „velmocí“ se ukázala být velmi stabilní, protože byla založená zejména na osobních a rodinných vztazích.

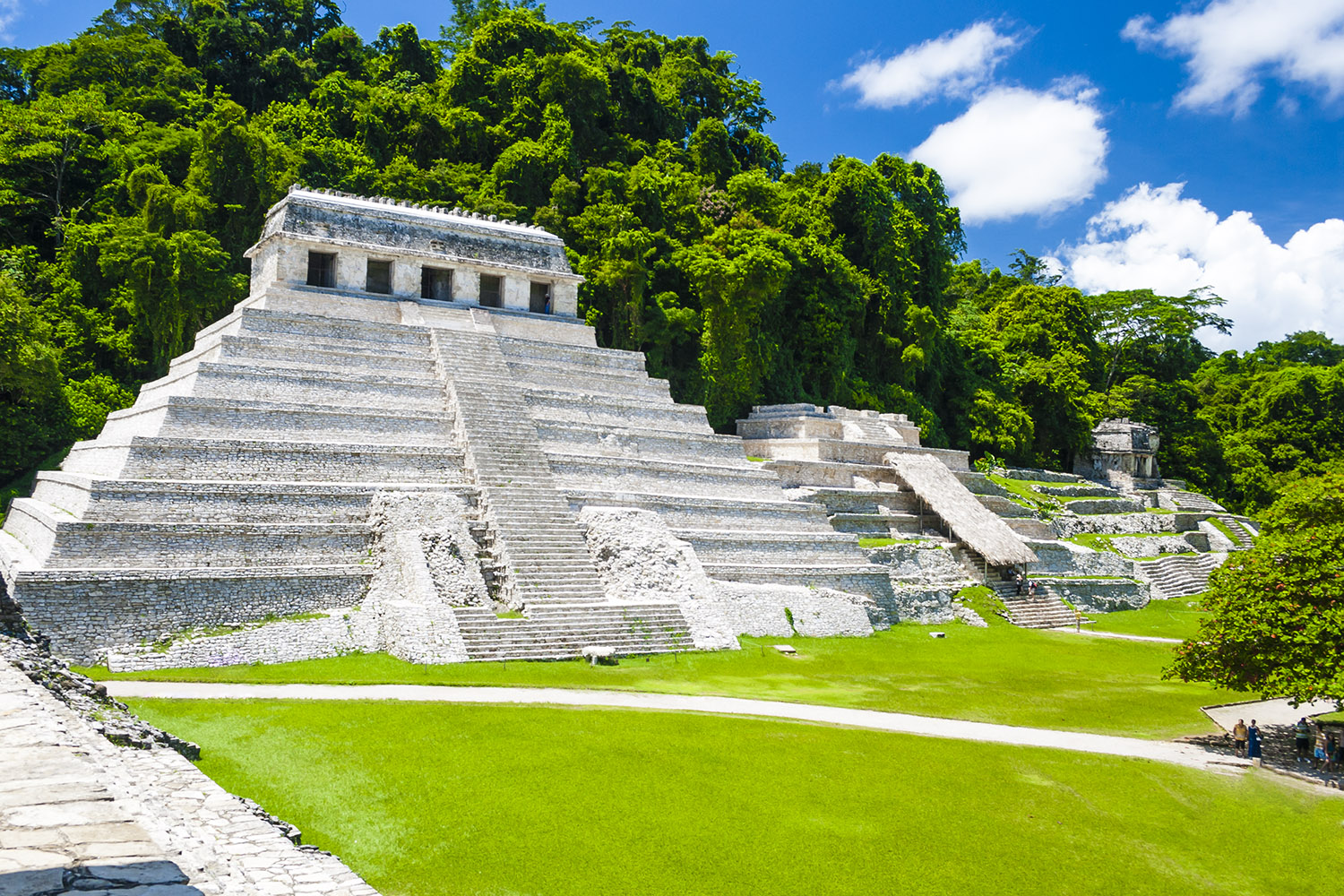
Chrám nápisů v Palenque

- Jižní nížiny od roku 600 začaly mírně upadat. V 9. století se stalo něco zvláštního – města celých jižních nížin se vylidnila a upadla tak, že se z toho už nikdy nevzpamatovala – lidé se vrátili k venkovskému pěstování kukuřice, což vlastně dělají až dodnes. Stalo se to následovně: Už okolo roku 790 se na západě jižních nížin přestaly stavět stély (poslední datum v Palenque pochází z roku 799). Během dalších 40 let se tento kulturní úpadek šířil i na východ a krátce po roku 900 už byla většina tohoto území opuštěná (rok 910 je poslední známé datum na stéle Itzimte 5 [6]). V období 900 – 1000 (tzv. závěrečné/finální klasické období) ještě přežila některá východní města (u dnešní belizsko-guatemalské hranice). Na západě se naopak začalo sekundárně objevovat nemayské obyvatelstvo. Příčina pro tento úpadek je předmětem mnohých, často velmi nápaditých teorií. Ve skutečnosti bylo příčin víc: (1) eskalace konfliktů (možná pro nedostatek zdrojů), (2) nákladnost královského a šlechtického dvora, (3) nový zvyk obětovat i poddané (předtím se obětovali jen králové a zajatí šlechtici), ale hlavně (4) prokazatelná populační exploze a přehnaná urbanizace a s tím související nedostatek půdy, potravy a zničení okolní přírody. Například důkladné vykopávky v Copánu (na „hranici“ jižních nížin) v roce 1995 ukázaly, že počet obyvatel údolí Copánu se mezi roky 700 a 850 každých 90 let zdvojnásoboval. 80% procent obyvatel žilo ve městě s hustotou obyvatel v městském jádře až 8000 osob na km2. Celkově taktéž 80% obyvatel údolí žilo v chatrčích, což názorně ukazuje neudržitelné sociální poměry copánskeho „státku“. Po roce 850 se v průběhu několika desetiletí město a okolí vylidnilo, zatímco venkovská populace vzrostla o 20%. Nakonec do roku 1150 počet obyvatel Copánu celkově klesl o 75%.
- Severní nížiny (Yucatán) se od jižních odlišovaly především sušším podnebím. Kromě naleziště Rió Bec jsou významné tzv. puucké lokality (jméno podle pahorkatiny Puuc), které byly pro sever tím, čím byly peténské lokality pro jih – bylo jich mnoho a byly jasným střediskem mayské kultury. V určitém smyslu je možno puucké lokality považovat za "'Novou říši"' nížinných Mayů, protože svůj vrchol dosáhly v 9. a 10. století, tedy právě tehdy, kdy se jižní nížiny vylidnily.

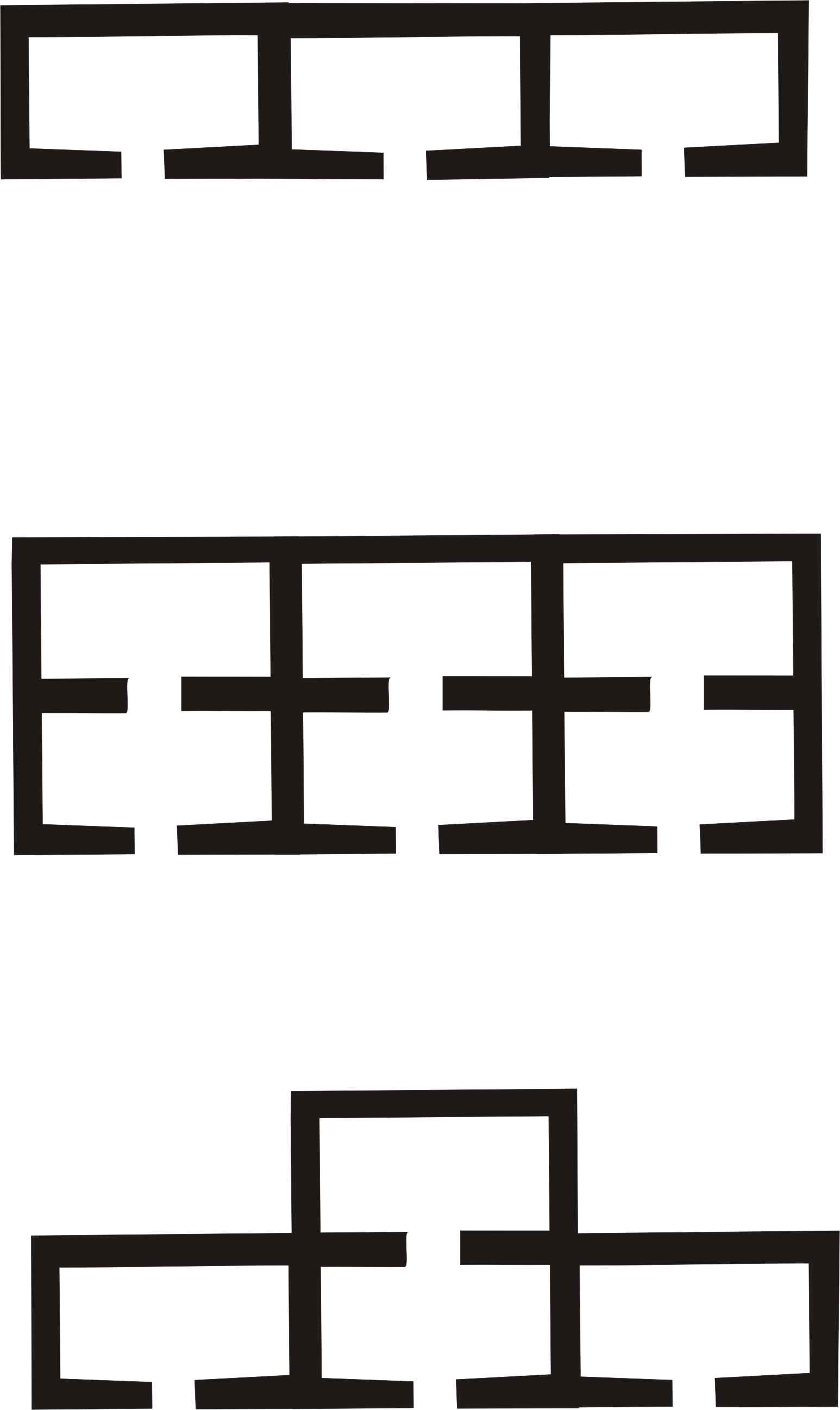
Schéma jednoduchých budov v puuckém stylu

Klasické mayské lokality byly zejména tyto:
- jižní nížiny:
  - severní Petén: Tikal, Uaxactún, Calakmul, Naranjo, Nakum, Holmul
  - údolí řeky Motagua: Copán, Quiriguá
  - údolí řeky Usumacinta: Bonampak, Palenque
- severní nížiny (Yucatán):
  - lokality ze středu poloostrova: Río Bec, Hochob
  - puucké lokality: Uxmal, Kabah, Sayil, Labná, Chichén Itzá

## Poklasické období (900 – 1519/1521)
Toto období, někdy nevhodně nazývané i Nová říše, začíná okolo roku 900, kdy jednak, jak už bylo zmíněno, zkolabovala kdysi kvetoucí mayská civilizace v (jižních) nížinách a jednak v tomto roce (podle Codex Ramírez) vznikla v sousedním centrálním Mexiku založením města Tula významná toltécká civilizace, která vytvořila první velkou říši v dějinách Mezoameriky, a kterou potom (v pozdním poklasickém období) vystřídali Aztékové.
V tomto období byl osídlen jen severní Yucatán, východní pobřeží jižně od dnešního Belize City, celé západní pobřeží Yucatánu a mírně i tichomořské pobřeží. Jádro Yucatánu a jižní nížiny byly prakticky liduprázdné. Zatímco v severním Yucatánu – navzdory označení „poklasický“ – mayská civilizace vlastně dále rozkvétala, vysočiny byly charakteristické velmi častými válkami.

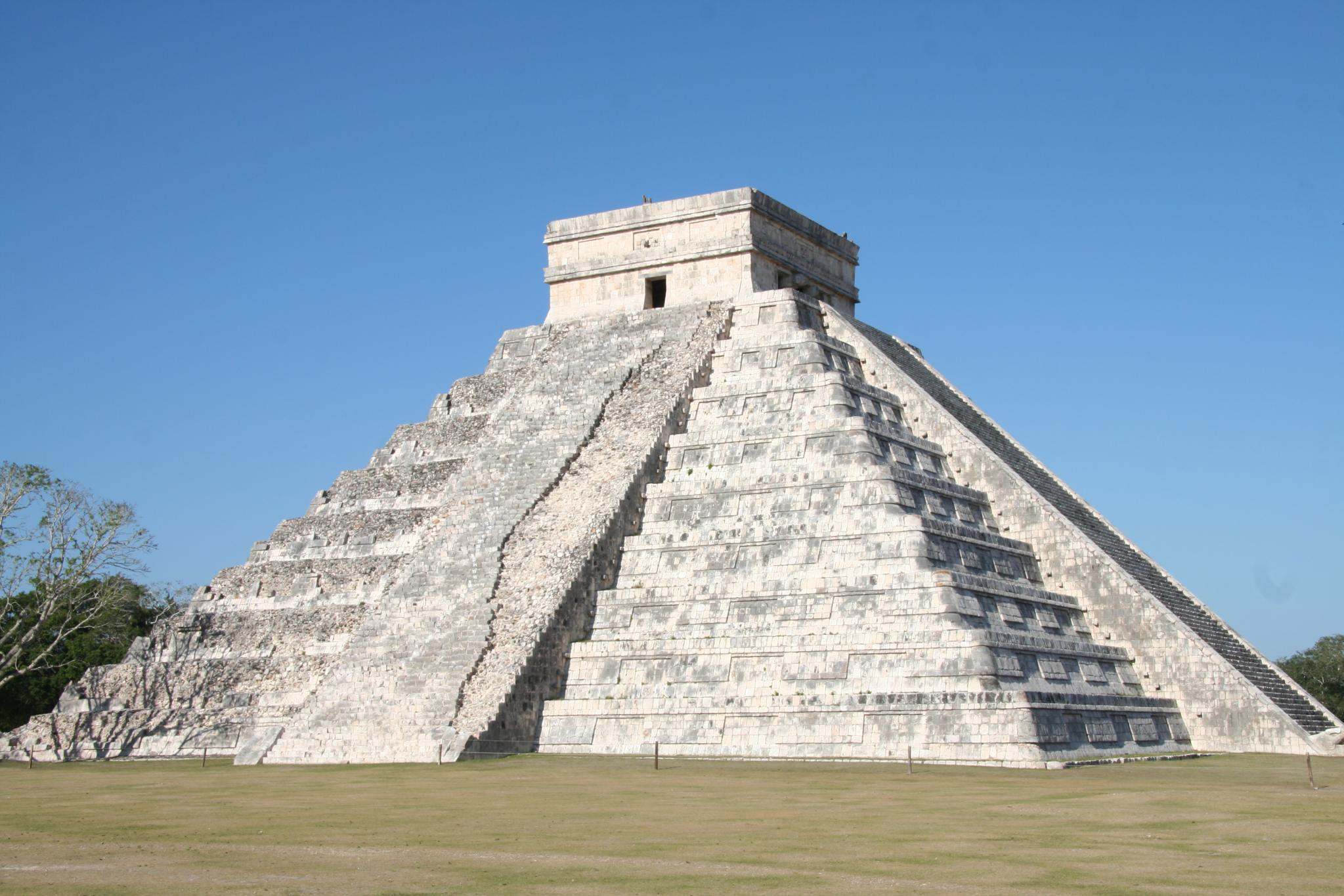
Pyramida El Castillo v Chichén Itzá

### Rané poklasické období (Toltécké období; 900 – 1200/1250)
Sousedy Mayů byli v tomto období Toltékové v dnešním Mexiku.
Ve vysočinách byla opuštěna bývalá sídla a založena nová, zpravidla silně opevněná na vyvýšeninách, což je jedním z důkazů vojenských poměrů v oblasti. V oblasti (bývalého) Kaminaljuyu existovala fáze Ayampuc.
V severním Yucatánu došlo někdy před rokem 1000 k více změnám. V Chichén Itzá vzrostl kult boha Kukulcana (což je mayský výraz pro „opeřeného hada“, čili toltéckého Quetzalcoatla), přibyly lidské oběti a po roce 973 se stavěly početné chrámy a paláce v toltéckém stylu. Toltécká je i známá Velká pyramida „Castillo“ na hlavním náměstí. Evidentně došlo buď k nějaké toltécké invazi z Toltécké říše nebo místní Mayové (možná ti, kteří jsou později známí jako Itzové (Itzá)) přebrali toltécký styl života. Etnické poměry jsou předmětem sporů:
- Podle tradice byl z Tuly vyhnán toltécký vůdce Topliltzin Quetzalcoatl, který potom v roce 987 založil nové město Chichén Itzá (naleziště má i starší osídlení).
- Podle jiných zdrojů v roce 987 Quetzalcoatl doprovázený spojenci (Itzy a Xiuy) přišel do města Mayapán (založeno roku 941), kde založili Mayapánskou říši, a odtud se rozšířili do Chichén Itzá a Uxmalu.
- Nejpravděpodobnější se však zdá být mayský nápis hovořící v této souvislosti něco jiného – roku 948 (maysky 10.6.0.0.0) prý Itzové opustili Chichén Itzá a usídlili se v lokalitě Chakanputún, přičemž Toltékové zůstali v Chichen Itzá.

Není jisté, zda ve městech jako Uxmal či Labná zpočátku současně paralelně existovala puucká civilizace, každopádně však nakonec Chichén Itzá ovládlo severní Yucatán, což trvalo až do konce raného poklasického období.

### Pozdní poklasické období (1200/1250 – 1519/1521)
Sousedy Mayů byli v tomto období mexičtí Aztékové, ale na rozdíl od Toltéků v předchozím období se obě dvě civilizace nijak nestýkaly a ani vlastně neznaly. Aztékové však zakládali obchodnické osady v jižních nížinách.
Ve vysočinách v oblasti (bývalého) Kaminaljuyu existovala fáze Chinautla. Nadále můžeme hovořit o této oblasti jako o oblasti válek. Asi do roku 1400 se tu stali dominantním etnikem Quichéové (Kichéové) v Utatlánu (50 km severozápadně od Iximché). Okolo roku 1470 už ve vysočinné Guatemale vytvořili říši. Okolo roku 1485 se Ckchiquelové oddělili od Quichéů a svým hlavním městem učinili Iximché (50 km západně od Ciudad de Guatemala). Dalšími významnými lokalitami byly Mixco Viejo a Zaculeu.
V severním Yucatánu začala moc Chichén Itzá po roce 1200 upadat, pravděpodobně v důsledku vzestupu nedalekého Mayapánu, který se stal novým vládnoucím centrem severního Yucatánu okolo roku 1200 (do roku 1441). Období 1200/1250 – 1400/1450, tedy období nadvlády Mayapánu, se proto někdy vyčleňuje jako tzv. střední poklasické období, a pozdní poklasické období pak začíná až 1400/1450. V roce 1224 opustili Chichén Itzá Toltékové a Itzové z Chakanputúnu (viz rané poklasické období) se usadili v Chichén Itzá a zaútočili na Mayapán. Nakonec však v roce 1244 Itzové Chichén Itzá opustili z neznámých důvodů. V roce 1263 Itzové Mayapán porazili, začali stavět nový Mayapán (zničený válkou), začali být označováni jako „Mayové“ a vznikl politický trojspolek mezi Mayapánem, Chichén Itzá a Uxmalem, který trval od 1264 do 1444. V roce 1441 na Mayapán zaútočili Xiuové a do roku 1461 se město vylidnilo a „Mayové“ se roztrousili po okolí. Podle jiných zdrojů v roce 1441 došlo k vzpouře všech yucatánskych mayských kmenů vůči diktátorské vládě mayapánské vládnoucí dynastie – Cocomů. Výsledkem bylo, že se cocomský stát rozpadl na několik dalších států. Když se do oblasti začátkem 16. století dostali Španělé, Mayové žili ve velmi malých městech, ale hlavní města (Chichén Itzá, Mayapán) byla už opuštěná. Dobývání Španělům komplikoval právě fakt, že území v tom čase už netvořilo jeden stát (jako v případě Aztéků), ale mnoho států se složitými vztahy.
Ve středním Peténu okolo roku 1450 založili itzští utečenci z Chichén Itzá město Tayasal jako (historicky) poslední centrum Itzů.

## Dobytí Mayů Španěly (1500 – 1562)
- 1492: Kryštof Kolumbus (znovu) objevil Ameriku
- 1500: První epidemie planých neštovic nebo jiné evropské choroby zasáhla Yucatán. Dle některých odhadů mohly neštovice vyhubit až 90 % původních obyvatel v některých oblastech.[7]
- 1502: Kryštof Kolumbus s posádkou jsou na 4. Kolumbově cestě do Ameriky prvními Evropany, kteří se dostali do kontaktu s Mayi: Prohledali mayské obchodní kanoe v Honduraském zálivu a zajali jeho kapitána.
- 1511: Španělská loď ztroskotala na východním pobřeží Yucatánu a dva přeživší členy posádky jménem Geronimo de Aguilar a Gonzalo Guerrero zajmou a zotročí Mayové. Guerrero přejde na stranu Mayů, přizpůsobí se jejich životu a přižení se do mayské šlechtické rodiny. Později se Guerrero stane nenahraditelným odpůrcem Španělů a Mayům značně pomůže v boji proti Španělům.
- 1517: První španělská výprava pod vedením F. H. de Cordoby, kterého vyslal z Kuby na západ Diego Velázquez (protože nedůvěřoval Hernandovi Cortésovi), aby hledal zlato a otroky. Po třítýdenním bloudění v důsledku bouřky[8] přistál na severním Yucatánu (hned vedle Kuby), kde uviděl velká města a lidi, kteří přinutili jeho vojáky k útěku. Obeplouval severní mys Yucatánu a přistál na západním pobřeží Yucatánu (Champoton), kde ho dokonce mayský útok smrtelně zranil (později zemřel). Vrátil se na Kubu.

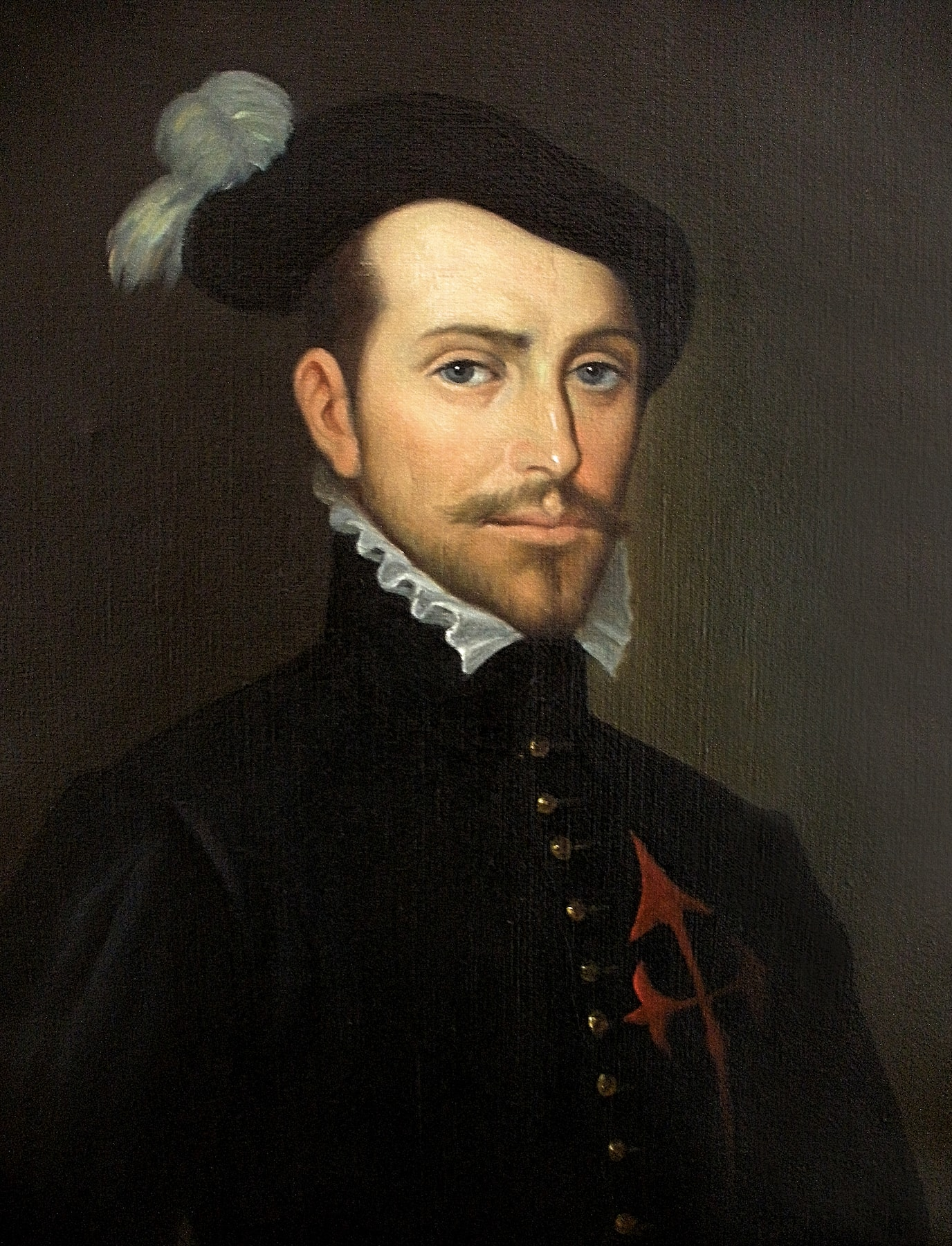
Hernán Cortés

- 1518: Druhá výprava pod vedením Juana de Grijalvy, taktéž vyslaného Velasquézem. Na čtyřech lodích dobyl město Cozumel (na ostrově Cozumel, poblíž východního Yucatánu) a potom se podobně jako Cordóba vydal po pobřeží do Champotonu. Podařilo se mu odrazit indiánské útoky, pokračoval v plavbě na západ a přistál na pobřeží dnešního státu Tabasco, kde se střetl s mírumilovnými Indiány, doslechl se o zemi bohaté na zlato zvané Mexiko a na palubě lodi se střetl s posly Moctezumy II., vládce Aztéků. Moctezuma si myslel, že Grijalva je Quetzalcoatl, jehož návrat byl očekáván. Po návratu na Kubu Grijalva nazval novou zem „Nové Španělsko“.
- 1519–1521: Hernán Cortés se na 11 lodích bez souhlasu Diega Velasquéze vypravil na svou známou dvouletou výpravu do středního Mexika (k Aztékům). Doprovázeli ho Pedro de Alvarado a Francisco de Montejo. Nejdříve přistál na ostrově Cozumel, kde od Mayů vykoupil Geronima de Aguilara, který mu poté byl tlumočníkem do mayštiny. Po obeplutí západního pobřeží Yucatánu se dostal do Mexika, kde v srpnu 1521 zničil aztécké hlavní město Tenochtitlán, a v jeho ruinách začal stavět nové město – Ciudad de México.[9]

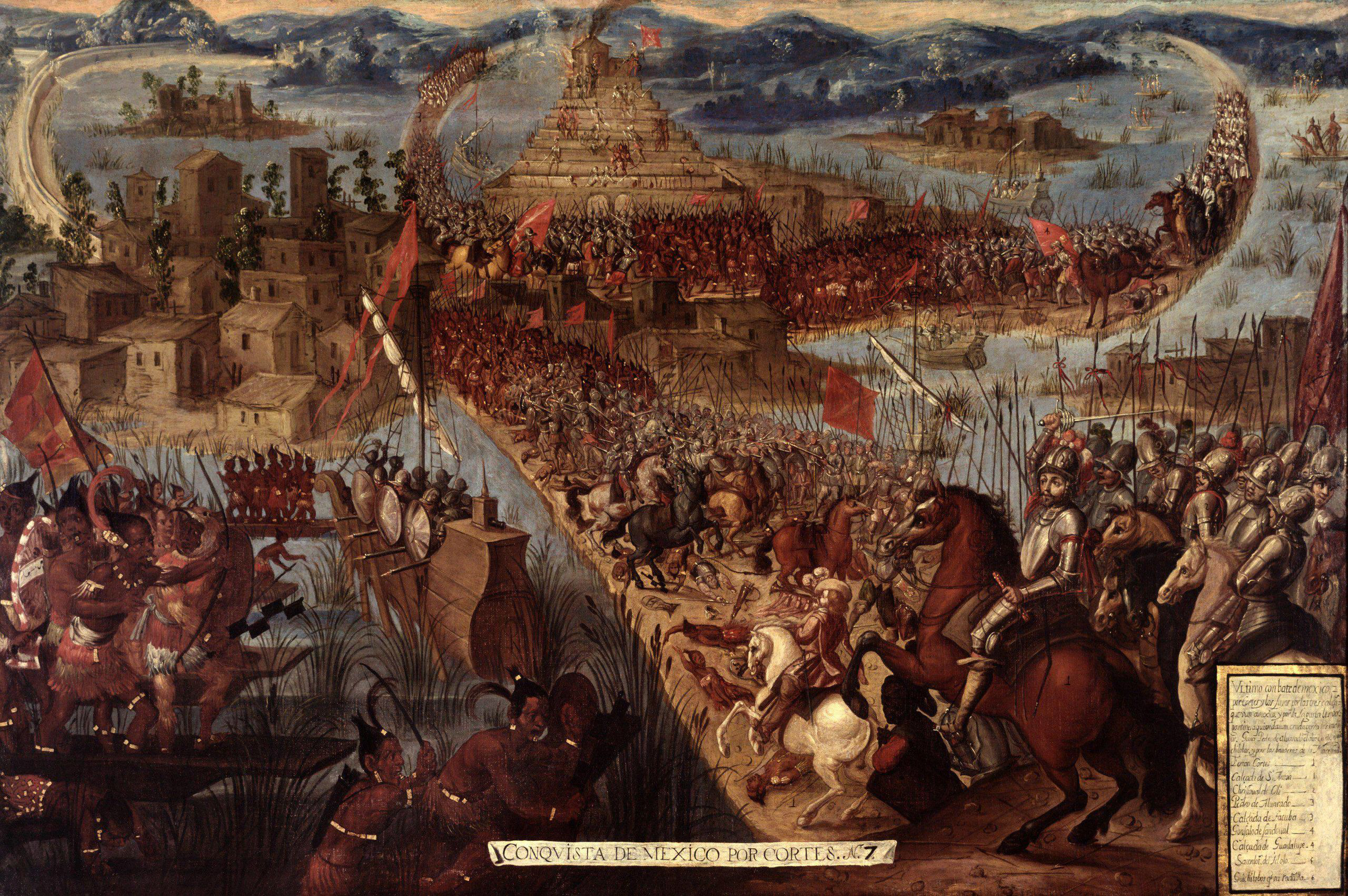
Dobytí Tenochtitlánu

- 1523–1525: Pedro de Alvarado se z Tenochtitlánu vydal dobývat mayské území ve vysočinách, kde v dnešní Guatemale založil Tecpán jako španělský hlavní „stan“. V Iximché se Cakchiquelové spojili se Španěly proti Tzuhuilům a Quichéům. 4. 4. 1524 Alavarado zabil Tecúna Umána, posledního vládce Quichéů a potom zničil Utatlán, jejich hlavní město. Dále 25.7. Alvarado vyhlásil Iximché za hlavní město nového území, které plánoval dobýt. V roce 1525 dobyl mayské Mamy a Pokomamy.
- 1524–1525: Hernán Cortés se vydal na výpravu křížem přes jižní nížiny. Paxbolonacha, vládce Acalonu (aztécké obchodní osady v Peténu západně od Taysalu) se přidal na stranu Cortése. Cortés tehdy střetl i Itzy v Taysale (Španělé je jako poslední nedobytné hlavní Maye nechali existovat až do 17. století, kdy roku 1625 Španělé dobyli peténské nížiny a roku 1697 i samotný Taysal, poslední itzské hlavní město).
- 1524: Neúspěšná výprava do dnešního státu Chiapas pod vedením Luise Marína.
- 1526–1530: Konflikt s Cakchiquely ve vysočinách. Roku 1526 po ukrutnostech páchaných na domácím obyvatelstvu ztratili Španělé v Guatemale Cakchiquely jako spojence. Cakchiquelové v tomto roce opustili Iximché a začali válku proti španělským okupantům, kterou sice prohráli, ale Španělé raději opustili Iximché. Roku 1527 Španělé z Iximché založili na úpatí sopky Agua nové hlavní město vysočin, dnešní Ciudad Vieja (zaniklo roku 1541 při výbuchu sopky). V tom samém roce se Alvarado musel ve Španělsku zodpovídat za ukrutnosti, které páchal na Indiánech (taktéž potom v roce 1536). Roku 1530 se po dlouhých bojích nakonec vládcové Cakchiquelů Španělům vzdali (Alvarado je dal oběsit roku 1540) a Španělé dobyli Cakchiquely v Iximché.
- 1527–1528: Diego de Mazariegos vedl úspěšnou výpravu do vysočin dnešního státu Chiapas, který si zčásti podmanil a založil tam město Ciudad Real (dnes San Cristóbal de las Casas).
- 1527–1548: Výpravy Francisca de Monteja a jeho stejnojmenného syna, kterými po dlouhých bojích dobyli severní Maye. Roku 1531 založili základnu v Campeche. V roce 1541 Monetejo mladší definitivně dobyl západ Yucatánu, 1542–45 i východ. V letech 1546–47 proběhlo poslední velké mayské povstání na Yucatánu (tzv. Východní válka), bylo poraženo, ale vzpoury Mayů pokračovaly do konce století.
- 1541: Zemřel Alvarado.

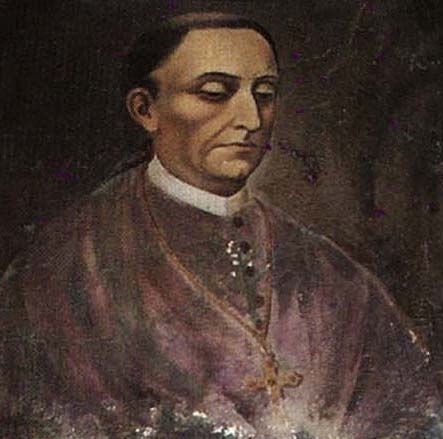
Mnich Diego de Landa

- 1542: Založení Méridy jako hlavního města Yucatánu na místě bývalého mayského města Tihoo (na sever od Mayapánu)
- 1545: první františkáni přicházejí na Yucatán
- 1550: „konec“ dobývání Mayů – Španělé vyhlásili úplné vítězství
- 1562: Mnich Diego de Landa začíná se svými brutalitami v úsilí konvertovat Maye (viz níže).
- 1695: Dobytí cholských Mayů v dnešním státu Chiapas.
- 1697: Dobytí itzských Mayů v dnešním regionu Petén, což znamená faktické ovládnutí i posledního mayského území Španěly.

Španělé do této země natrvalo přinesli svou kulturu, jen málo mayských kodexů, kultovních staveb a míst přežilo rozsáhlé ničení španělských kolonizátorů. Obzvlášť ničivě se vyznamenal španělský biskup Diego de Landa z 2. poloviny 16. století, který zakázal náboženské kulty mayských domorodců a násilím je přinutil konvertovat ke katolictví. Spálil všechny modly a starodávné knihy, do toho času uchovávané ve velkolepých chrámech a tak navždy zničil dědictví nevyčíslitelné hodnoty. Jakoby zázrakem se uchovaly jen vzácné písemné zdroje vztahující se k mayským národům, které tvoří čtyři knihy, známé jako kodexy z předkoloniální doby.

## Znovuobjevování
Na první zprávy španělských pozorovatelů o mayských městech ze 16. století se zapomnělo a mayskou kulturu začali znova objevovat v polovině 19. století. Největším objevitelem byl John Lloyd Stephens v roce 1839. O rozluštění mayského písma se nejvíce zasloužil Jurij Knozorov.

## Dnešek
Dnes žije ještě ve své bývalé domovině asi 6 milionů lidí, jejichž mateřským jazykem je některý mayský jazyk. Nejvíce jich žije ve střední Guatemale (zejména Quichéové), dále v Chiapasu (Tzotzilové), v severním Yucatánu (tzv. Yucatekové) a v západním Belize.